# 长生草属
长生草属（学名：Sempervivum）又称长生花属，是景天科下的一个属，为肉质植物。该属共有25种，分布于南欧至高加索。长生草属的属名中，semper意为“永远的”，vivium意为“生长的”，即永远生长的。很多物种可生长在石头、屋顶上，欧洲很多人将长生草从石缝里拔下来，扔到屋顶上，这样它就能把根扎在瓦片间，然后逐渐繁殖，铺满整个屋顶。通过近百年的杂交培育，长生草属从原来的40多种，到现在的400多个园艺品种，成为景天科中的一个较大的属。

## 下属物种
- 卷绢 Sempervivum arachnoideum，蛛丝长生草
- 羊绒草莓 Sempervivum ciliosum
- 球状长生草 Sempervivum globiferum
- 百惠 Sempervivum ossetiense
- 观音莲 Sempervivum tectorum，屋顶长生草

栽培种
- 红牡丹长生草 Sempervivum cv. Benibotan
- Sempervivum cv. Music Dream
- 红勋花 Sempervivum cv. Gray Lady
- Sempervivum cv. Jade Sleeper
- Sempervivum cv. Orangerot
- 圣地长生草 Sempervivum cv. Santis
- 紫牡丹 Sempervivum cv. Stansfieldii